# リチャード・チャニング・ムーア
リチャード・チャニング・ムーア（Richard Channing Moore、1762年8月21日 - 1841年11月11日）は、米国聖公会バージニア州教区の第2代主教である。

## 経歴
ムーアはアメリカ合衆国のニューヨーク州ニューヨーク市マンハッタン地区に生まれた。8歳の時にコロンビア・カレッジで古典派教育運動が始められたが、アメリカ独立革命の最中に家族がニューヨーク州ウェストポイントに引っ越した際に中断を余儀なくされた。船員生活実験の後、16歳の時にニューヨークのリチャード・ベイリーの下で医学を学び、1787年まで医療職に従事した。
ムーアは1784年にニューヨークのクリスティアン・ジョーンズ（1769年 - 1796年4月20日）と結婚し、5人の子供をもうけた。彼女の死後、1797年3月23日にスタテン島出身のサラ・メルソーと結婚し、1824年8月にサラが没するまで6人もの子供をもうけた。1787年7月、セント・ジョージ・ウクライナ・カトリック教会においてサムエル・プロヴースト主教により執事に叙任された。同じ年の9月には司祭就任が認められ、1788年までニューヨーク州ライのグレース教会の教区牧師を務めた。それ以後、スタテンアイランドのセント・アンドリュース教会（1789年-1809年）、ハンガリー・セント・スティーヴン教会（1809年-1814年）、および1814年10月から1841年11月までバージニア州リッチモンドのモニュメンタル・チャーチの教区牧師を務めた。赴任時、セント・スティーヴン教会には30の団体があり、退任時には400人以上の聖餐拝受者が存在していた。
1808年5月、聖歌集を追加する委員を務めた米国聖公会総合会議にアメリカ聖書協会バージニア州支部の会長として派遣された。バージニア州米国聖公会神学校が設立されるまでの間、彼はこの教区で過ごした。
ジェームズ・マディソンの後継となる米国聖公会バージニア州教区主教に選出され、1814年5月18日にペンシルベニア州フィラデルフィアの聖ヤコブ米国聖公会教会で叙任された。リチャード・チャニング・ムーアは米国聖公会の第14代主教でもあった。ムーアが主教になった際、バージニア州管区は極端に地盤が脆かった。在任期間中に地盤は大いに強化され、聖職者と会員の増加に繋がった。
バージニア州リンチバーグにおいて管区内の教区訪問中に没したムーアは、バージニア州リッチモンドにあるハリウッド墓地に埋葬された。

### 主教任命者
- ウィリアム・ホワイト師（英語版）（米国聖公会第4代総裁主教）
- ジョン・ヘンリー・ホバート師（英語版）（米国聖公会ニューヨーク州教区第3代主教）
- アレキサンダー・ヴィーツ・グリスウォルド師（米国聖公会東部地方教区主教）